# 民主共和同盟 (ガボン)
民主共和同盟（みんしゅきょうわどうめい、フランス語: Alliance Démocratique et Républicaine、略称:ADERE、英語: Democratic and Republican Alliance）は、ガボンの政党。
2001年12月9日の総選挙で下院国民議会に3議席を獲得した。2006年12月17日から12月24日の総選挙でも下院国民議会に3議席を維持した。
2010年1月15日、党全体会議が開催され、アリー・ボンゴ・オンディンバ大統領の改革に賛成し、政権与党入りすることを決定した。
2011年12月17日の総選挙では下院国民議会で3議席を維持した。
2014年1月24日、デュドネ・ポンボー（Dieudonné Pambou）党首が死去した。